# Polystichum jitaroi
Polystichum jitaroi är en träjonväxtart som beskrevs av Kurata. Polystichum jitaroi ingår i släktet Polystichum och familjen Dryopteridaceae. Inga underarter finns listade.